# Боливия на Сурдлимпийских играх
Боливия участвует в летних Сурдлимпийских играх с Игр 2009 года (не участвовала в Играх 2013, 2017, 2022 годов), в зимних Сурдлимпийских играх на настоящий момент не участвовали ни разу. По состоянию на лето 2023, медалей на Играх ещё не выигрывали.